# 埃爾文·查戈夫
埃爾文·查戈夫（Erwin Chargaff，或譯查佳弗、查哥夫、查蓋夫、查爾加夫，1905年8月11日—2002年6月20日）是一位奧地利猶太生物學家，1940年成為美國公民。查戈夫以發現查戈夫法則而聞名。這一法則此後促成了DNA雙螺旋形結構的發現。他曾獲得美國國家科學獎章。

## 生平

### 早年
埃爾文·查戈夫於1905年8月11日出生於奧地利布科維納，現在則屬於烏克蘭切爾諾夫策。查戈夫早年曾在科學及文字學中難以抉擇，因為他天生具有語言的天份。他在美國的同事認為查戈夫的英語比他們更好。
在維也納的文理中學畢業後，1924年至1928年間，查戈夫在維也納工業大學學習化學，並獲得哲學博士學位。1928年至1930年間，他在耶魯大學研究有機化學，但是因為他不喜歡紐哈芬，所以在1930年回到歐洲。從1930年至1934年間，他先後在柏林大學及巴黎的巴斯德研究院進行研究。
查戈夫在1935年移居到紐約，並在哥倫比亞大學進行生理化學研究。他後來大部分的研究生涯都在這裡度過。查戈夫在哥倫比亞大學期間發表了許多論文，主要是核酸領域的研究，例如使用色譜法來分析DNA結構。在奧斯瓦爾德·埃弗里於1944年進行遺傳分子的實驗後，查戈夫開始對DNA產生興趣。他在1950年發現DNA中的腺嘌呤與胸腺嘧啶數量幾乎完全一樣，鳥嘌呤與胞嘧啶的數量也是一樣。這項發現後來成為查戈夫第一法則。

### 查戈夫法則
查戈夫一生中曾提出兩條法則，後來都被稱為查戈夫法則。最為人知的第一法則顯示DNA中的腺嘌呤與胸腺嘧啶數量幾乎完全一樣，鳥嘌呤與胞嘧啶的數量也是一樣。
查戈夫在1952年於劍橋認識了弗朗西斯·克里克及詹姆斯·杜威·沃森，並與他們討倫他的發現。查戈夫的研究也幫助克里克及沃森推斷出DNA的雙螺旋形結構。
第二法則則表示不同物種之間的DNA組合是不同的，特別是A、G、T及C之間的相對數量。

### 晚年
從1950年代開始，查戈夫開始大量談論分子生物學的失敗，並宣稱分子生物學正「邁向混亂」，所作的努力可能是不合理的。他相信人類的知識會受到自然界複雜程度的限制，認為人類相信自然界是一部機器的想法是相當危險的。
在弗朗西斯·克里克、詹姆斯·杜威·沃森及莫里斯·威爾金斯於1962年因為發現DNA雙股螺旋結構而獲得諾貝爾生理學或醫學獎後，查戈夫退出他所屬的實驗室，並對所有科學家抱怨他諾貝爾獎被排除在外的結果。查戈夫與1958年去世的羅莎琳·富蘭克林後來因為被1962年諾貝爾生理學或醫學獎排除在外而聞名於世。
他在退休之後總共發表450篇論文，並出版了15本書。

## 榮譽
埃爾文·查戈夫分別在1949年及1974年獲得巴斯德獎章及美國國家科學獎章。

## 外部連結
- "How Genetics Got a Chemical Education". Annals of the New York Academy of Sciences (1979),  325, 345-360.

- Weintraub, B. (2006); Erwin Chargaff and Chargaff's Rules.  Chemistry in Israel, Bulletin of the Israel Chemical Society. Issue No.22, Sept. 2006. p29-31.

- Key Participants: Erwin Chargaff （页面存档备份，存于） - Linus Pauling and the Race for DNA: A Documentary History